# Safe haven
Safe Haven es el nombre del segundo álbum de estudio de la cantante canadiense Ruth B. Lanzado el por el sello discográfico Columbia Records.

## Lista de canciones
| N.º | Título                              | Duración |  |
| 1.  | «Mixed Signals»                     | 4:15     |  |
| 2.  | «Dandelions»                        | 3:54     |  |
| 3.  | «Unrighteous»                       | 4:01     |  |
| 4.  | «Superficial Love (Single Version)» | 3:40     |  |
| 5.  | «If This is Love»                   | 3:50     |  |
| 6.  | «Lost Boy»                          | 4:36     |  |
| 7.  | «Young»                             | 3:45     |  |
| 8.  | «If By Chance»                      | 5:04     |  |
| 9.  | «World War 3»                       | 3:56     |  |
| 10. | «Safe Haven»                        | 3:24     |  |
| 11. | «In My Dreams»                      | 4:09     |  |
| 12. | «First Time»                        | 3:17     |  |